# Nell Hudson
Pour les articles homonymes, voir Hudson.
Nell Rose Hudson, née le 19 novembre 1990, est une actrice britannique, surtout connue pour son rôle récurrent de Laoghaire MacKenzie dans la série dramatique Outlander. En 2016 et 2017, elle a également interprété le rôle de Mme Skerrett dans la série historique dramatique Victoria.

## Biographie
Nell Hudson naît le 19 novembre 1990. Elle grandit dans la région du Worcestershire, en Angleterre. En 2012, elle est diplômée de l'Oxford School of Drama (en).
Hudson est également une auteure-compositrice-interprète. Elle a notamment joué avec Jools Holland les 14 et 15 mai 2014.

## Carrière

### À la télévision et au cinéma
Hudson a d'abord commencé sa carrière en tant qu’invitée dans le onzième épisode de la saison 15 de la série médicale dramatique Holby City, produite par BBC One. En 2014, elle a obtenu le rôle de Laoghaire MacKenzie dans la série Outlander. À propos de son personnage, Hudson a déclaré que « lorsque vous rencontrez une grande douleur, il n’en sort que de la colère… Je pense que c'est tout à fait caractéristique de l'être humain, au fond, et je pense que ce qui se passe certainement c'est qu'elle [Laoghaire] a toute cette douleur dont elle ne sait pas quoi faire, et il en sort ce comportement agressif, et elle fait tout ce qu'elle peut pour remédier à la situation ».
Hudson est également une invitée dans le sixième épisode de la saison 4 de la série médicale de la BBC Call the Midwife, où elle joue Paulette Roland, une jeune femme diabétique de 17 ans, qui découvre qu'elle est enceinte et fait face au choix de faire une grossesse dangereuse ou un avortement légal. L’épisode a été diffusé le 22 février 2015.
Nell Hudson a également joué dans la série télévisée Victoria. Elle y interprète Mme Skerrett, qui, dans la série, travaille dans la maison royale en tant qu’habilleuse de la reine.

### Au théâtre
Le 14 mai 2015, Hudson a joué Lydia Bennet dans une adaptation du roman de Jane Austen Orgueil et Préjugés par Tamara Harvey au Crucible Theatre, à Sheffield, aux côtés de James Northcote et Isabella Laughland,.

## Filmographie

### À la télévision
- 2012 : Holby City, épisode And We Banish Shade : Tasha Cairncross
- 2014-2018 : Outlander : Laoghaire MacKenzie (9 épisodes)
- 2015 : Call the Midwife, saison 4, épisode 6 : Paulette Roland
- 2015 : Crossing Lines, épisode In Loco Parentis : Aurelia Roche
- 2016 : Agatha Raisin, épisode The Day the Floods Came : Kylie Stokes
- 2016-2019 : Victoria : Nancy Skerrett (24 épisodes)
- 2020 : Meurtres au paradis, saison 9, épisode 1 : Tabitha Brown
- 2021 : Les Irréguliers de Baker Street : Louise

### Au cinéma
- 2013 : Cast Offs, de Garrick Lee Hamm (court-métrage) : jeune femme
- 2013 : Les Bohemes, de Bruce Logan (court-métrage) : Michele
- 2016 : Arrivals, de Wilf Varvill : Angel
- 2019 : Parlour Games, de Danny Sangra (court-métrage)
- 2022 : Massacre à la tronçonneuse (Texas Chainsaw Massacre) de David Blue Garcia : Melody
- 2025 : Salvable de Björn Franklin et Johnny Marchetta

## Crédit d'auteurs
- (en) Cet article est partiellement ou en totalité issu de l’article de Wikipédia en anglais intitulé « Nell Hudson » (voir la liste des auteurs).